# Pycnacantha tribulus
Pycnacantha tribulus är en spindelart som först beskrevs av Fabricius 1781.  Pycnacantha tribulus ingår i släktet Pycnacantha och familjen hjulspindlar. Inga underarter finns listade i Catalogue of Life.